# وريد ظهراني سطحي للبظر
الأوردة الظاهري السطحية للبظر هي أوردة ترفد الأوردة الفرجية الظاهرية.